# Terier
Terierji so psi, ki so jih prvotno uporabljali predvsem za lov pa tudi pasje boje. Terierji so bili sposobni loviti in ubiti tudi precej večje živali od njih samih. Večina teh psov je nizke rasti, saj so morali biti dovolj majhni, da so se lahko zrinili v rov in dovolj močni in neustrašni, da so lovljeno žival ubili. Zato so terierji še do dandanes ohranili moč, vztrajnost in veselje po lovljenju.
Za terierje velja da znajo biti napadalni do ostalih živali (mačk, psov), kar pa so s skrbno vzrejo vsake pasme posebej že do dobra omilili. 
Ti psi imajo tudi veliko energije in zanje lahko rečemo, da so najbolj živahni med ostalimi pasmami psov.
Za terierje je tudi značilno, da so vse do danes ohranili veliko odpornost proti boleznim.

## Etimologija
Beseda terier izvira iz latinske besede »terra«, ki pomeni zemlja. 

## Terierske pasme
- Airedalski terier
- Nemški lovski terier
- Bedlingtonski terier
- Foksterier
- Mejni terier
- Jezerski terier
- Manchestrski terier
- Valižanski terier
- Glen of lmaal terier
- Irski terier
- Keryski modri terier
- Mehkodlaki pšenični terier
- Japonski terier
- Češki terier
- Carinski terier
- Dinmontov terier
- Norwiški terier
- Norfolški terier
- Sealyhamski terier
- Škotski terier
- Skyski terier
- Zahodnovišavski beli terier
- Bulterier
- Stafordshirski bulterier
- Ameriški staffordshirski terier
- Svilasti terier
- Angleški igračasti terier
- Jorkširski terier
- Jack rusel terier